# Armorial de Rietstap
L'Armorial général de Jean-Baptiste Rietstap, aussi connu sous le nom d'Armorial général contenant la description des armories des familles nobles et patriciennes de l'Europe, est un ouvrage réunissant des centaines d'armoriaux de familles nobles européennes.
La première édition est publiée en 1861. Une seconde édition, plus complète, est publiée en deux volumes en 1884 et 1887. L'armorial rassemble les blasons de plus de 130000 familles européennes.
À partir de 1892, Théodore de Renesse publie un ordinaire, permettant une recherche inversée dans l'armorial de Rietstap.
À partir de 1903, Victor et Henri Rolland entreprennent la réalisation d'un ouvrage d'illustrations en noir et blanc de l'Armorial général de Rietstap. De 1926 à 1954, ils publient 9 volumes de suppléments à cet armorial.
« L'Armorial général de Rietstap reste incontournable et un excellent outil pour les recherches héraldiques, généalogiques et aristocratiques. »

## Première édition de 1861
- Première édition

## Deuxième édition, refondue et augmentée
- Tome I
- Tome II
- 2 PDF, par la Bibliothèque Estense

### Référence
- Référence:Armorial général précédé d'un dictionnaire des termes du blason [PDF],[txt], deuxième édition, refondue et augmentée, Londres, 1884-1887, six tomes en deux volumes, grand in-8°, XLII-1149-(2)-VIII-1316 pages et sept planches hors-texte ; réédition en 1967 en trois volumes.